# 에드가 질셀
에드가 질셀(Edgar Zilsel, 1891년 8월 11일 ~ 1944년 3월 11일)은 오스트리아계 미국인 역사학자, 과학철학자이다. 학자와 숙련 장인 간의 상호작용으로부터 서유럽 과학의 단초를 찾는 질셀 테제로 알려져 있다. 또한 빈 학파의 좌익에 속하는 학자로서 사적 유물론을 수용하고 역사와 사회에서 경험법칙을 확립하려 하였다. 유대인이자 마르크스주의자로 오스트리아에서 박해를 피해 미국으로 이주하였으며, 록펠러 펠로우십을 받았다.